# Blok (afzettingsgesteente)

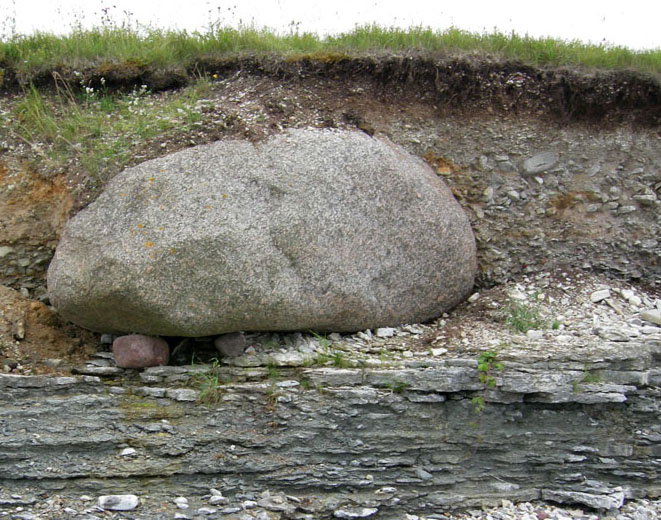
Afzettingen van een opgeheven kust met daarop glaciale sedimenten met een zwerfkei, in grootte een blok. Locatie: Saaremaa, Estland.

Blok is een granulair ('korrelig') afzettingsgesteente. De korrels zijn grover dan die van keien. Blokken vormen de grootste eenheid binnen de korrelgrootte-indeling van sedimenten.

## Definities
In Nederland is de classificatie van korrelgrootteklassen vastgelegd in NEN 5104.
Voor blokken bestaat de volgende definitie:
- Blokken zijn alle korrels in een afzettingsgesteente die groter zijn dan of gelijk zijn aan 630 mm.

- De blokkenfractie in een afzettingsgesteente is de korrelgroottefractie ≥ 630 millimeter.
- Blokkengrind is een granulair afzettingsgesteente waarvan de korrels een mediane grootte hebben ≥ 630 millimeter.

Blokken zijn een erosieproduct, ontstaan uit vast gesteente en worden meestal door rivieren getransporteerd en afgezet. Blokken kunnen ook op rotskusten ontstaan door de werking van de branding. Blokken komen meestal voor in een mengsel met grind en keien.
Grote zwerfstenen vallen in de blokkenfractie.
Blokken worden onder meer gebruikt in de dijkenbouw en andere waterverdedigingswerken. Zie hiervoor waterbouwsteen.